# 重公进士第
重公进士第位于中国江西省景德镇市浮梁县勒功乡沧溪村，建于明代。

## 建筑
重公进士第为明代进士、池州府知府朱韶年轻时读书的书屋，坐北朝南。木雕描绘飞禽走兽，颇精美 。

## 保护
2018年3月9日，重公进士第公布为第六批江西省文物保护单位，编号6-3-167。